# Portugal op de Olympische Zomerspelen 1936
Portugal nam deel aan de Olympische Zomerspelen 1936 in Berlijn, Duitsland. Ook de derde olympische medaille voor Portugal was brons, net als in 1924 en 1928

## Medailleoverzicht
| Sport        | Olympiër                                                  | Onderdeel      | Medaille |
| ------------ | --------------------------------------------------------- | -------------- | -------- |
| Paardensport | Domingos de Sousa Coutinho José Beltrão Luís Mena e Silva | degen team (m) | Brons    |

## Deelnemers en resultaten

### Atletiek
| Olympiër           | Onderdeel    | Resultaat | Prestatie      |
| ------------------ | ------------ | --------- | -------------- |
| Manuel Dias        | marathon (m) | 17e       | 2:49.00        |
| José Prata de Lima | marathon (m) | DNF       | niet gefinisht |

### Paardensport
| Olympiër                                                  | Onderdeel      | Resultaat | Prestatie      |
| --------------------------------------------------------- | -------------- | --------- | -------------- |
| José Beltrão                                              | individueel    | 6e        | 12 strafpunten |
| Domingos de Sousa Coutinho                                | individueel    | 16e       | 20 strafpunten |
| Luís Mena e Silva                                         | individueel    | 21e       | 24 strafpunten |
| Domingos de Sousa Coutinho José Beltrão Luís Mena e Silva | degen team (m) | Brons     | 56 strafpunten |

### Schermen
| Olympiër                                                                                             | Onderdeel      | Resultaat | Prestatie |
| --- | -------------- | --------- | --- |
| Gustavo Carinhas                                                                                     | degen (m)      | 6e        | 1ste ronde groep 6: 3de V van MEX Haro: 1-3 V van BEL Debeur: 1-3 W van CHI Barraza W van CAN Tully: 3-1 W van USA Righeimer: 3-2 W van BUL Vasilev kwartfinale 4: 6de V van MEX Haro: 0-3 V van BRA Vallim: 1-3 V van BEL de Bergendael: 2-3 W van ITA Cornaggia-Medici: 3-2 W van HUN Bartha: 3-1 W van SWE Dyrssen: 3-1 V van ARG Saucedo: 0-3 V van ROU Marinescu: 2-3 |
| Henrique da Silveira                                                                                 | degen (m)      | 6e        | 1ste ronde groep 7: 4de V van SUI Fitting: 0-3 W van NED Driebergen: 3-2 W van ITA Cornaggia-Medici: 3-2 W van BRA Oliveira: 3-0 W van EGY Shamil: 3-0 W van AUT Weber: 3-1 V van NOR Guthe: 2-3 V van MEX Martínez: 2-3 kwartfinale 1: 3de V van BEL Debeur: 1-3 W van FRA Pécheux: 3-2 W van SUI Hauert: 3-0 W van NED Weber: 3-0 W van HUN Dunay: 3-1 W van DEN Leidersdorff: 3-1 V van SWE Granfelt: 0-3 V van NOR Knutzen: 2-3 halve finale 2: 3de V van BEL Stasse: 1-3 W van POL Kantor: 3-0 W van SWE Drakenberg: 3-1 V van HUN Bay: 1-3 W van BEL du Monceau de Bergendael: 3-0 W van BRA da Aguiar Vallim: 3-0 W van SUI Fitting: 3-1 V van GER Lerdon: 1-3 finale: 6de V van ITA Riccardi: 0-3 V van ITA Ragno: 1-3 V van ITA Cornaggia-Medici: 1-3 V van SWE Drakenberg: 2-3 W van BEL Debeur: 3-2 W van GBR Campbell-Gray: 3-0 W van HUN Bay: 3-1 W van GRE Zalokostas: 3-1 V van BEL Stasse: 2-3 |
| Paulo d'Eça Leal                                                                                     | degen (m)      | 6e        | 1ste ronde groep 4: 2de V van BEL Stasse: 1-3 W van GBR Campbell-Gray W van ITA Ragno: 3-0 W van HUN Bartha: 3-1 W van TCH Kunt: 3-1 W van ROU Dolecsko: 3-2 G van AUT Fischer: 3-3 W van CAN Dalton: 3-1 kwartfinale 3: 3de V van HUN Bay: 1-3 W van GRE Zalokostas: 3-1 W van ARG Villamil: 3-1 W van NED Driebergen W van EGY Boulad: 3-1 W van DEN Sørensen: 3-1 W van CHI Barraza: 3-0 V van SUI Fitting: 0-3 halve finale 1: 9de V van GBR Campbell-Gray: 1-3 V van ITA Ragno: 2-3 V van ITA Cornaggia-Medici: 0-3 V van GRE Zalokostas: 1-3 V van FRA Pécheux: 0-3 G van MEX Haro: 3-3 W van BEL Debeur: 3-2 W van SWE Granfelt: 3-2 V van SUI Hauert: 2-3 |
| Henrique da Silveira Paulo d'Eça Leal António de Menezes João Sassetti Gustavo Carinhas José Ventura | degen team (m) | 5e        | 1ste ronde groep 1: 2de V van Polen: 7-9 W van Zwitserland: 9-7 kwartfinale 3: 1ste W van Argentinië: 9-5 halve finale 2: 3de V van Italië: 2-8 V van Zweden: 7-9 |

### Schietsport
| Olympiër                   | Onderdeel               | Resultaat | Prestatie                       |
| -------------------------- | ----------------------- | --------- | ------------------------------- |
| Ernesto Vieira de Mendonça | 50m geweer liggend (m)  | 58e       | 283 punten                      |
| Carlos Queiroz             | 50m geweer liggend (m)  | 23e       | 292 punten                      |
| Eduardo Santos             | 50m geweer liggend (m)  | 15e       | 293 punten                      |
| Moysés Cardoso             | 50m pistool (m)         | 40e       | 490 punten: (79-80-84-82-86-79) |
| Alberto Andressen          | 25m snelvuurpistool (m) | onbekend  |                                 |
| Joaquim da Mota            | 25m snelvuurpistool (m) | onbekend  |                                 |
| Carlos Queiroz             | 25m snelvuurpistool (m) | onbekend  |                                 |

### Zeilen
| Olympiër                                               | Onderdeel              | Resultaat | Prestatie                          |
| ------------------------------------------------------ | ---------------------- | --------- | ---------------------------------- |
| Ernesto Vieira de Mendonça                             | Eenmans Olympiajol (m) | 21e       | 62 punten: (10-20-10-19-20-DNF-15) |
| Joaquim Mascarenhas de Fiúza António Guedes de Herédia | star klasse (m)        | 10e       | 28 punten: (6-DSQ-DNF-5-7-8-11)    |

## Officials
- César de Melo (chef de mission)
- António Mascarenhas de Menezes (schermen)
- Manuel da Costa Latino (paardensport)
- R. I. de Noronha (schermen)

Afghanistan · Argentinië · Australië · België · Bermuda · Bolivia · Brazilië · Brits-Indië · Bulgarije · Canada · Chili · Colombia · Costa Rica · Denemarken · Duitsland · Egypte · Estland · Filipijnen · Finland · Frankrijk · Griekenland · Groot-Brittannië · Hongarije · IJsland · Italië · Japan · Joegoslavië · Letland · Liechtenstein · Luxemburg · Malta · Mexico · Monaco · Nederland · Nieuw-Zeeland · Noorwegen · Oostenrijk · Peru · Polen · Portugal · Republiek China · Roemenië · Tsjecho-Slowakije · Turkije · Uruguay · Verenigde Staten · Zuid-Afrika · Zweden · Zwitserland